# Teddy Sears
Edward M. "Teddy" Sears (Washington D. C.; 6 de abril de 1977) es un actor de televisión estadounidense, más conocido por haber interpretado a Chad Bennett en la serie One Life to Live y a Hunter Zolomon en la serie The Flash.

## Biografía
Sears nació en Washington D. C., y se crio en Chevy Chase, Maryland en una familia muy unida que se remonta en Plymouth, Massachusetts en el año 1630.
Asistió a la escuela secundaria Landon School en Bethesda, donde fue capitán del equipo de fútbol americano.
El 5 de octubre de 2013 se casó con la actriz Milissa Skoro.

## Carrera
La carrera de negocios de Sears fue desviada cuando llegó a Nueva York después de graduarse. Luego de su primera audición, terminó con un papel de dos años en la serie One Life to Live. Más tarde apareció en la serie Whoopi. 
Coprotagonizó la serie Raising the Bar donde interpretó a Richard Patrick Woolsley.
Apareció en series como Dollhouse y The Defenders donde dio vida a Thomas Cole.
En 2009 apareció en la película de Tom Ford: A Single Man como el señor Struck.
En 2010 interpretó al abogado Garrett Blaine en la serie Law & Order: Special Victims Unit en el episodio "Disabled", anteriormente había aparecido por primera vez en la serie en 2003 donde dio vida a Josh Sanford durante el episodio "Dominance". Ese mismo interpretó a Rex Horton en la película The Client List.
En 2011 apareció como invitado en la serie American Horror Story como Patrick. 
En 2013 se unió al elenco de la serie de Showtime Masters of Sex donde interpreta al doctor Austin Langham.
El 11 de julio de 2015, se dio a conocer luego de unirse al elenco recurrente de la serie The Flash donde da vida a Hunter Zolomon/Zoom.
A finales de 2016 se anunció que Teddy se había unido al elenco principal de la serie 24: Legacy donde da vida a Keith Mullins, el jefe de la CTU.

## Filmografía

### Series de televisión
| Año             | Título                            | Personaje                                                 | Notas                                |
| --------------- | --------------------------------- | --------------------------------------------------------- | ------------------------------------ |
| 2018 - presente | Chicago Fire                      | Kyle Sheffield                                            | 2 episodios                          |
| 2016 - presente | 24: Legacy                        | Keith Mullins                                             |                                      |
| 2016 - 2017     | Legends of Tomorrow               | Black Flash                                               | 3 episodios                          |
| 2015 - 2019     | The Flash                         | Jay Garrick / Flash / Hunter Zolomon / Zoom / Black Flash | 20 episodios                         |
| 2013 - presente | Masters of Sex                    | Dr. Austin Langham                                        | 27 episodios                         |
| 2012 - 2013     | 666 Park Avenue                   | Det. Hayden Cooper                                        | 5 episodios                          |
| 2011 - 2012     | Blue Bloods                       | Sam Croft                                                 | 2 episodios                          |
| 2012            | Harry's Law                       | Alan Bagley                                               | episodio "Les Horribles"             |
| 2011            | American Horror Story             | Patrick                                                   | 4 episodios                          |
| 2011            | Rizzoli & Isles                   | Rory Graham                                               | episodio "Seventeen Ain't So Sweet"  |
| 2011            | Torchwood                         | Hombre de Ojos Azules                                     | 4 episodios                          |
| 2011            | Necessary Roughness               | Bobby Caldwell                                            | episodio "Poker Face"                |
| 2011            | In Plain Sight                    | Tom Kulpak                                                | episodio "I'm a Liver Not a Fighter" |
| 2010 - 2011     | The Defenders                     | A.D.A. Thomas Cole                                        | 10 episodios                         |
| 2010            | Law & Order: Special Victims Unit | A.D.A. Garrett Blaine                                     | episodio "Disabled"                  |
| 2008 - 2009     | Raising the Bar                   | Richard Patrick Woolsley                                  | 25 episodios                         |
| 2009            | Dollhouse                         | Mike                                                      | episodio "Needs"                     |
| 2008            | Samantha Who?                     | Brad                                                      | episodio "The Family Vacation"       |
| 2008            | Rules of Engagement               | Drake                                                     | episodio "Optimal Male"              |
| 2008            | Las Vegas                         | Brian O'Toole                                             | episodio "Win, Place, Bingo"         |
| 2008            | Carpoolers                        | Hombre Atractivo                                          | episodio "The Handsomest Man"        |
| 2007            | Mad Men                           | Kicks Matherton                                           | episodio "Red in the Face"           |
| 2007            | Big Love                          | Greg Samuelson                                            | episodio "Circle the Wagons"         |
| 2007            | Raines                            | Mitchell Parks                                            | episodio "5th Step"                  |
| 2006 - 2007     | Ugly Betty                        | Hunter                                                    | 2 episodios                          |
| 2006            | CSI: Miami                        | Peter Kinkella                                            | 2 episodios                          |
| 2006            | Studio 60                         | Darren Wells                                              | 2 episodios                          |
| 2006            | Justice                           | Greg Hall                                                 | episodio "Behind the Orange Curtain" |
| 2004            | Law & Order: Criminal Intent      | Teddy                                                     | episodio "Ill-Bred"                  |
| 2004            | Whoopi                            | Mesero                                                    | episodio "No Sex in the City"        |
| 2001            | One Life to Live                  | Chad Bennett                                              | episodio #1.7207                     |
| 2001            | Sex and the City                  | Fashionista                                               | episodio "The Real Me"               |

### Películas
| Año  | Título                 | Personaje          | Notas                                                                                      |
| ---- | ---------------------- | ------------------ | ------------------------------------------------------------------------------------------ |
| 2010 | The Client List        | Rex Horton         | junto a Jennifer Love Hewitt, Sonja Bennett, Lynda Boyd, Chelah Horsdal y Heather Doerksen |
| 2015 | Curve                  | Christian Laughton | junto a Julianne Hough and Penelope Mitchell                                               |
| 2017 | Christmas in Evergreen | Ryan Bellamy       | junto a Ashley Williams, Holly Robinson Peete and Jaeda Lily Miller                        |

### Apariciones
| Año  | Programa                       | Personaje              | Notas            |
| ---- | ------------------------------ | ---------------------- | ---------------- |
| 2005 | Late Show with David Letterman | Blind Justice / Batman | 5 episodios      |
| 2005 | Late Night with Conan O'Brien  | High-Definition Conan  | episodio #12.120 |